# Bruno Kastner
Richard Otto Bruno Kastner (ur. 30 stycznia 1890 roku w Forst (Lausitz), zm. 30 czerwca 1932 w Bad Kreuznach) niemiecki aktor kina niemego, scenarzysta i producent filmowy. 

## Życiorys
Bruno Kastner urodził się 30 stycznia 1890 roku w brandemburskim Forst (Lausitz) w Niemczech. Ojcem Brunona był poborca podatkowy Paul Ferdinand Richard Kastner, matką Ida Elisabeth Emma Kastner (z domu Voigt).
Kastner uczęszczał do szkoły w Fürstenwalde. Po ukończeniu gimnzajum wstąpił do wojska, jednak w wyniku kontuzji swoją służbę zakończył po 17 dniach. Po krótkim epizodzie w armii udał się do Berlina, gdzie rozpoczął naukę aktorstwa pod okiem Paula Biensfeldta, następnie udał się do Hamburga, gdzie dostał angaż w Harburger Theater. W 1911 roku powrócił do Berlina, zaczynając jako chórzysta awansował do roli aktora. Podczas I wojny światowej Kastner nie został wcielony do wojska ze względu na odniesioną w młodości kontuzję. 
W 1914 roku dzięki wsparciu Asty Nielsen zadebiutował w filmie Engelein w reżyserii Urbana Gada. W 1918 roku rozpoczął współpracę z reżyserem Erikiem Lundem, początkowo jako aktor, następnie jako współautor. W 1921 roku Kastner był gwiazdą rewii w Komische Oper Berlin, został również wybrany najlepszym niemieckim aktorem. W 1922 roku Kastner założył własną wytwórnię filmową, pierwsze filmy (Masken fallen i Die Lüge eines Sommers) reżyserował Erik Lund.   
W 1924 roku Kastner uległ wypadkowi motocyklowemu w Lugano w Szwajcarii. Przed motocykl prowadzony przez operatora filmowego Curta Couranta wyjechał chłopiec na rowerze. Aby uniknąć potrącenia Courant zjechał z drogi, Kastner, wyrzucony z rozłożonymi nogami uderzył w drzewo, następnie trafił do szpitala z silnym krwotokiem i ranami podbrzusza. W wyniku wypadku zmuszony był zrobić roczną przerwę od aktorstwa. Wpłynęło to na pogorszenie jego sytuacji życiowej, szczególnie, że z powodu zaległości z opłatami ubezpieczyciel nie wypłacił mu odszkodowania za odniesiony wypadek.  

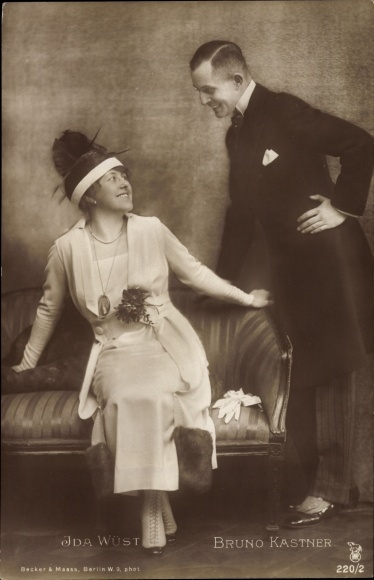
Bruno Kastner z pierwszą żoną – Idą Wüst

Malejąca popularność filmów niemych, wypieranych przez filmy dźwiękowe przyczyniła się do upadku kariery Kastnera. Niegdysiejszy filmowy amant zaczął borykać się z problemami z otrzymywaniem roli, z powodu jąkania. Nie był on jedyną ofiarą technologicznego rozwoju kinematografii – Harry Liedtke tracił na popularności, ze względu na swój wysoki, piskliwy głos (w partiach wokalnych zamiast Liedtkego śpiewał Richard Tauber). Aby ratować podupadającą reputację, Kastner odbył trasę koncertową, podczas której wyświetlano filmy nieme z jego udziałem, a zgromadzone fanki mogły zrobić sobie zdjęcie z idolem. 
Bruno Kastner powiesił się 30 czerwca 1932 roku w hotelowym pokoju. Głównym powodem odebrania sobie życia miał być upadek kariery Kastnera, jednak wdowa po nim – Lisl Tirsch sprzeciwiała się tym interpretacjom, jako przyczynę podając problemy zdrowotne po odniesionym w 1924 roku wypadku. Bruno Kastner został pochowany na cmentarzu miejskim w Bayreuth. 

## Życie prywatne
W 1918 roku Kastner ożenił się z aktorką Idą Wüst, para rozwiodła się w 1924 roku. W 1925 roku Kastner ponownie wziął ślub, z Lisl Tirsch która była jego małżonką do samobójczej śmierci Kastnera w 1932 roku. 